# Antoine Oomen

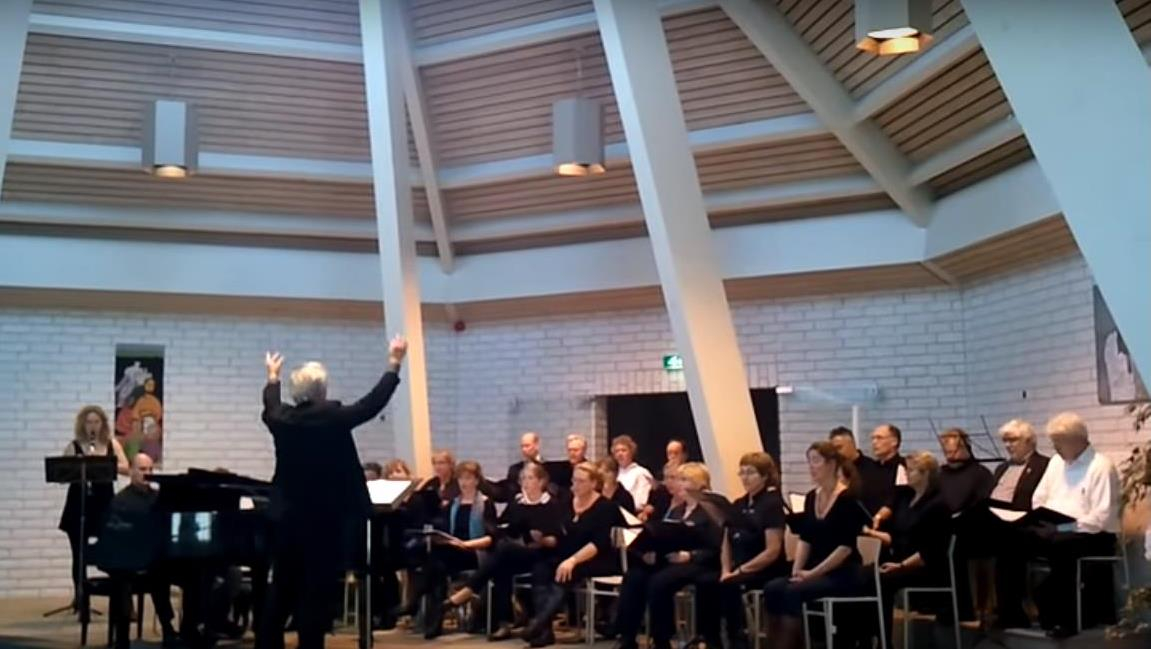
Antoine Oomen dirigiert das Koor voor Nieuwe Nederlandse Religieuze Muziek (2010)

Antoine Oomen (* 1. Januar 1945 in Amsterdam) ist ein niederländischer Pianist, Komponist und Dirigent.

## Jugendjahre
Antoine Oomen sang  von 1951 bis 1955 als Chorknabe in der Amsterdamer Jozefkerk. Von 1955 bis 1958 war er Organist an der Amsterdamer Duifkerk und von 1958 bis 1963 an der Amsterdamer Chassékerk. Während seiner Schulzeit am Ignatiuskolleg in Amsterdam war er auch Organist der Schule. Musiklehrer an dieser Schule war der Komponist und Kirchenmusiker Bernard Huijbers. Von 1961 bis heute ist Antoine Oomen Organist, Pianist, Chorleiter und Hauskomponist der Amsterdamer Studentenkirche.

## Ausbildung
In Anbetracht dieser Karriere im kirchlichen Bereich schon in jungen Jahren war es nur folgerichtig, dass Antoine Oomen Klavier am Konservatorium in Amsterdam studierte. Er trat einen großen Teil seines Lebens lang im In- und Ausland auf, bis das Komponieren all seine Zeit in Anspruch nahm.

## Kompositionen
Sein Werk umfasst mehr als dreihundert Liedkompositionen zu Texten von Huub Oosterhuis, die von der Stichting Leerhuis en Liturgie in Auftrag gegeben wurden.
Er ist der Komponist von Das Lied von der Auferstehung (Die Steppe soll blühen), das im Juni 2006 zum schönsten niederländischen Kirchenlied gewählt wurde, und vom Lied an das Licht (Licht das uns anstößt, früh am Morgen), das es bei derselben Wahl auch in die Top Ten (Platz sieben) schaffte.
In den frühen neunziger Jahren gründete Oomen den Koor voor nieuwe Nederlandse religieuze muziek (Chor für neue niederländische Musik), mit dem er CDs seiner Kompositionen aufnimmt und regelmäßig liturgische Konzerte veranstaltet. Aktuelle Beispiele sind Om leven dat doorgaat. Een psalmensymfonie, veröffentlicht 2005, Een mens te zijn op aarde (Ein Mensch zu sein auf Erden), 2007, Psalm 119, 2008 und Dat een nieuwe wereld komen zal (Dass die neue Welt noch kommen mag), 2010.

## Bedeutung für die niederländische Kirchenmusik
Antoine Oomen ist als Komponist von Kirchenmusik und als praktizierender Kirchenmusiker ein großes Vorbild vieler Kirchenchöre. Seine Kirchenmusik, wie sie bis heute in der Amsterdamer Studentenkirche und bis etwa 1980 unter der Schirmherrschaft der Amsterdamse Werkgroep voor Volkstaalliturgie (Amsterdammer Arbeitsgemeinschaft für muttersprachliche Liturgie) entwickelt wurde, kann ausgezeichnet von  Amateurchören mittlerer und guter Leistungsfähigkeit in gewöhnlichen römisch-katholischen und evangelischen Kirchen in den Niederlanden aufgeführt werden. Auch in Deutschland werden seine Werke von einer Vielzahl von Chören aufgeführt – vor allem im gottesdienstlichen Zusammenhang. Charakteristisch für seine Werke ist, dass sie ganz auf den Text und die Möglichkeit des Gemeindegesangs ausgerichtet sind. Es ist gerade diese gute Abgestimmtheit von Text und Melodie in seinen Kompositionen, die viele Gottesdienstbesucher so anspricht. Die Klavierbegleitung fordert vom Pianisten viel Können und sogar einige Virtuosität. Für eine Reihe seiner wichtigsten Werke hat Oomen auch für Chorsätze mit Orgelbegleitung erstellt.
Antoine Oomen gehört zusammen mit Tom Löwenthal und Chris Fictoor als Komponist und Interpret von Kirchenmusik zu der neuen Generation von Kirchenmusikern der letzten Jahrzehnte nach Bernard Huijbers, die durch ihre Kompositionen der weiteren Liturgieerneuerung in der Römisch-katholischen Kirche Gestalt gab.